# North Castle
North Castle är en kommun (town) i Westchester County i delstaten New York. Vid 2020 års folkräkning hade North Castle 12 379 invånare.